# General Workers' Union (Malta)

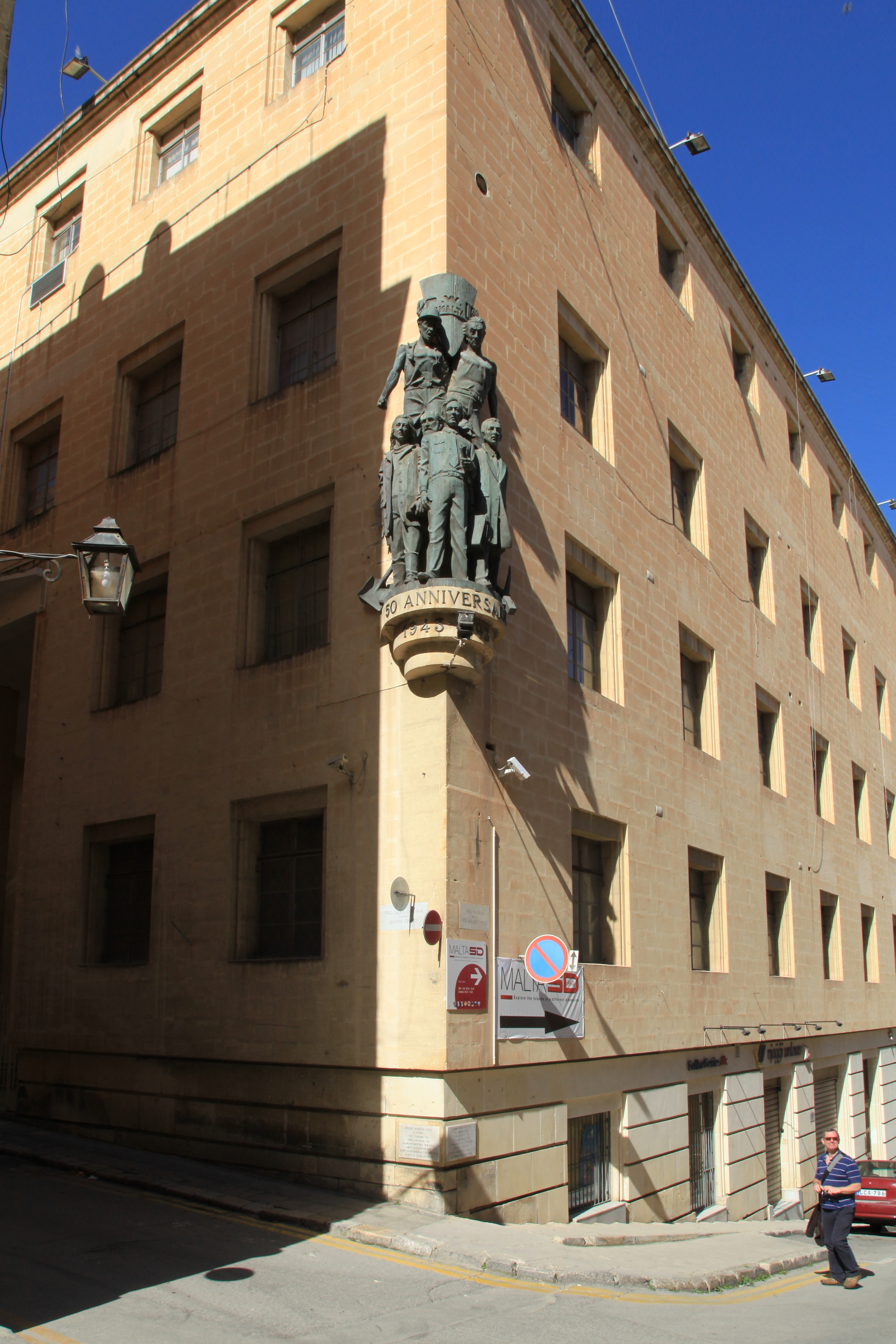
Workers' Memorial Building alla Valletta, costruito sul sito dell'Auberge de France

La General Workers' Union (Unione Generale dei Lavoratori, GWU) è il principale sindacato di Malta.
La GWU è stata fondata nel 1943 ed è identificata politicamente con il Partito Laburista. Sindacato e partito furono sostanzialmente unificati tra il 1978 e il 1992, e continuano a condividere molti obiettivi comuni.
La GWU è il più grande movimento sindacale a Malta ed è organizzata in formato confederale di 8 sezioni ciascuna autonoma nella conduzione delle relazioni industriali. È uno dei due centri sindacali riconosciuti dalla Confederazione europea dei sindacati e dalla delegazione rappresentativa dei dipendenti presso l'Organizzazione internazionale del lavoro. Le sezioni riguardano l'industria manifatturiera, i servizi e il settore pubblico del mercato del lavoro maltese e organizzano così un'ampia sezione di interessi.
Il sindacato è affiliato alla Confederazione internazionale dei sindacati e alla Confederazione europea dei sindacati, nonché a varie federazioni sindacali internazionali ed europee settoriali che coprono gli stessi settori in cui è organizzata la GWU.
Le 8 sezioni dell'Unione che coprono la maggior parte dei settori dell'economia sono: governo ed enti pubblici; Professionisti Finanza e servizi; Chimica ed energia; Produzione; Ospitalità e alimenti; Marittimo e aeronautico; Metallo e costruzioni; Tecnologia, Elettronica e comunicazioni.
Attraverso la sua società di stampa e stampa Union Print Co., la GWU pubblica i giornali It-Torċa e L-Orizzont.
La sezione giovani della GWU è attiva tra i giovani affiliati alla GWU proiettando la loro voce sia internamente, all'interno della struttura della GWU, sia esternamente, a livello nazionale e internazionale . La sezione è affiliata con UNI Youths, ETUC Youths e ICFTU Youths .